# Зорин, Игнатий Тимофеевич
Игна́тий Тимофе́евич Зо́рин (эрз. Зоринэнь Игнатий) — эрзянский поэт и сказитель. До настоящего времени остается в истории мокшанско-эрзянской литературы обойденным заслуженным вниманием. Сведения о его жизни крайне скудны. Известно только место его рождения — Самарская губерния, Бугурусланский уезд, эрзянское село Вечканово (эрз. Вечкан веле).

## Творчество
Впервые Игнатий Зорин встретился с известным финским языковедом, фольклористом и этнологом Хейкки Паасоненом в 1898 году. Когда профессор получил деньги для экспедиции, его информантами-стипендиатами стали: И. Сирикин, И. Зорин, А. Шувалов, И. Школьников, А. Леонтьев, С. Цигин, Р. Учаев, В. Савкин (фин. I. Sirikin, I. Zorin, A. Suvalov, I. Skolnikov, A. Leontjev, S. Cigin, R. Ucajev, V. Savkin). В Вечканово Паасонен приезжал собирать народные сказания. От Игнатия Зорина он записал более 100 фольклорных произведений, среди которых более 20 являются авторскими поэмами-сказаниями самого Игнатия. Такое сотрудничество Зорина с Паасоненом продолжалось и в 1900—1910 гг..
Зорина никак нельзя отделять от мокшано-эрзянской литературы. Он был неграмотным, но при этом знатоком сказаний, даты его жизни отстают не так далеко от нашего времени.
Много собственных сказаний-поэм он называл традиционным в народной поэзии именем — «моро» (рус. «песня»). В письмах, которые посылались Х. Паасонену от его имени (они до сих хранятся в Хельсинки, в архиве Финно-угорского общества) хорошо видно: он, как истинный литератор, понимал ценность мокшано-эрзянских традиций, был хранителем традиций древних эрзянских молений. Как верующий в своего Бога, он не являлся противником христианства. В более чем 20 его авторских произведений нет ни одного, где был описан антихристианский конфликт. «Противовес» Игнатия Зорина только в том, что он был ревностным сторонником национальных традиций и нравов.
Как поэт-сказитель, Игнатий Зорин жил и складывал свои поэмы в то время, когда в жизни обычного эрзянина были сильны языческие традиции, христианские традиции молений еще не укоренились.
«Древнее» и «молодое» в его поэмах почти неотделимы друг от друга. Его идейно-эстетические поиски легко проследить через мотив и содержание его поэм. С этой стороны его поэтические сказания можно разделить на три вида:
1. Поэмы-сказания с мифологическим мотивом: «Тынь кунсолодо, мокшот-эрзят» (рус. «Вы послушайте, мокшане-эрзяне»), «Мекс кезэрень пингстэ минек коряс эрясть седе парсте» (рус. «Почему в древние времена жили лучше, чем сейчас»), «Ташто моро» (рус. «Старая песня»), «Кода Пурьгине саизе никс Вере Пазонь омботькс мазы тейтерензэ Везоргонь» (рус. «Как Пурьгине взял в жены Везорго - вторую дочь Верховного Бога») и другие, призывающие воспеть жизнь во времена Тюшти;
2. Во втором цикле более явственно слышны социально-исторические мотивы: «Седе икеле минь эринек Пугачёвонь пингстэ» (рус. «Ранее жили мы во времена Пугачева»), «Од цёра башкиртнэнь ютксо» (рус. «Молодой парень среди башкир»), «Кезэрень солдатстванть ланга моро» (рус. «Про старинную солдатчину») и др.;
3. Особенное место занимают лирические поэмы, в основу которых положены мотивы народных песен: «Кода Родя поланзо микшнизе ды одов рамизе»(рус. «Как Родя жену продал, а потом выкупил»), «Моро одпорадо ды сыречиде» (рус. «Песня о молодости и старости»), «Наян моро» (рус. «Наян-песня»), «Симицянь моро» (рус. «Песня пьющего») и другие.

В этот цикл входят любовные поэмы, и в первую очередь те, основа которых связана с традициями молодёжных гуляний и народными песнями. В старинные времена эти песни пелись в домах, где собирались на посиделки (Пиянь кудо рус. «Пивной дом»), Роштувань кудо (рус. «Рождественский дом»), Тейтерень кудо (рус. «Девичий дом»). Поэтому и в народных песнях и в поэтических сказах Зорина достаточное место занимают эротические мотивы.
В поэмах с мифологическим мотивом в основу кладется не сам миф, а только имена героев. Всё, что делают герои с именами богов — это дела земных людей и их переживания. В мокшанских и эрзянских мифах и в мифологических народных песнях таких сюжетов нет. Данный сюжет в поэмах Зорина является литературным и назвать его сюжетом народной песни не представляется возможным. То же самое можно сказать о поэме «Цёрась паро Левонтей» (рус. «Левонтий — хороший парень»). Её сюжет не мифологический, но как и в поэме про Пургине, связан с мифологическим мотивом.
Среди поэм второго цикла, связанных с социально-исторической тематикой, особенное место занимает песня «Ранее жили мы во времена Пугачева». То, о чём говорит старик Аника, идет в разрез с тем, что писалось о Пугачеве в советской истории и художественных произведениях. Поэтому не случайно, что эта поэма Зорина нигде, кроме как в сборнике Паасонена не была напечатана:

«Жили мы до этого

во времена Пугачева

видели мы много бед

пролили мы много слёз

не было у нас князя

не было у нас хранителя

хотя и был князь

ды и тот русский

жил он не близко

у моря

про нас ничего не ведал

о нас не беспокоился»
Оригинальный текст (эрз.)«Седикеле эринек

минь Пугачонь пингева

ламо нужа неинек

ламо сельведь валынек

инязормок арасель

кирдицямок эсь ульне

инязорось кош ульнесь

сеяк рузонь инязор

а маласо сон эриль

иневедень томбале

минек эйстэ а содыль

минек кисэ а ризныль»— .
— говорит Зорин в начале поэмы…

В творчестве Зорина заметное место занимают лирические поэмы на бытовые молодежные темы. В них, как и в цикл других поэм, помещены переживания автора о мокшанских и эрзянских традициях и нравах. Но в сюжетах этих сказок часто встречается насмешливость, и местами и окраска поэтической сатирой.